# Плач Оддрун
«Плач Оддрун» (исл. Oddrúnargrátr) — одна из поэм древнескандинавского «Королевского кодекса» (XIII век), входящая в состав «Старшей Эдды». Её причисляют к «песням о героях» или к магическим песням.
Центральный персонаж здесь — Оддрун, дочь конунга гуннов Будли и возлюбленная Гуннара из рода Гьюкунгов. Она помогает в родах Боргню, дочери конунга Хейдрека, а потом рассказывает ей о своей судьбе. Оддрун стала свидетельницей ряда важных событий из эпического цикла о Нибелунгах, но в «Плаче» все эти события получают новую трактовку, заметно более сентиментальную. Так, Атли обрекает Гуннара на смерть не из-за сокровищ, а чтобы наказать его за связь с сестрой. Гуннар играет на арфе в змеином рву не из презрения к смерти — он зовёт таким образом Оддрун на помощь.
Исследователи полагают, что «Плач Оддрун» имеет довольно позднее происхождение. По словам Елеазара Мелетинского, здесь «героическая элегия уже начинает отходить от традиционного эпического сюжета, внося новые балладно-романические мотивы».